# Troisième République (Corée du Sud)
 (août 2022).
Si vous disposez d'ouvrages ou d'articles de référence ou si vous connaissez des sites web de qualité traitant du thème abordé ici, merci de compléter l'article en donnant les références utiles à sa vérifiabilité et en les liant à la section « Notes et références ».
대한민국
1963–1972
Entités précédentes :
- Conseil suprême pour la reconstruction nationale

Entités suivantes :
- Quatrième République

La Troisième République était le gouvernement de la Corée du Sud de décembre 1963 à novembre 1972. La Troisième République a été fondée sur la dissolution du Conseil suprême pour la reconstruction nationale qui a renversé la Deuxième République et a établi un gouvernement militaire en mai 1961. Park Chung-hee, président du Conseil suprême, a été élu président de la Corée du Sud lors de l'élection présidentielle de 1963.
La Troisième République a été présentée comme un retour au gouvernement civil sous l'Assemblée nationale, mais dans la pratique, c'était une dictature sous Park, les membres du Conseil suprême et le Parti républicain démocrate. La Troisième République a donné la priorité au développement économique de la Corée du Sud, à l'anticommunisme et au renforcement des liens avec les États-Unis et le Japon.
Park a été réélu lors de l'élection présidentielle de 1967 et l'Assemblée nationale a imposé un amendement constitutionnel pour lui permettre de briguer un troisième mandat, et il a été réélu lors de l'élection présidentielle de 1971. Park a déclaré l'état d'urgence en décembre 1971 et a annoncé des plans pour la réunification de la Corée dans un communiqué conjoint avec la Corée du Nord en juillet 1972. Park a lancé la restauration d'octobre en 1972, déclarant la loi martiale, dissolvant l'Assemblée nationale et annonçant des plans pour une nouvelle Constitution. La Troisième République a été dissoute lors de l'approbation de la Constitution de Yusin lors du référendum constitutionnel de novembre 1972 et remplacée par la Quatrième République de Corée.

## Histoire

### Proclamation
La Troisième République de Corée a été inaugurée le 17 décembre 1963, dissolvant officiellement le Conseil suprême et mettant fin au vide constitutionnel de trois ans. La Troisième République a été présentée comme un retour à un gouvernement civil démocratique libéral sous l'Assemblée nationale et un nouveau système présidentiel puissant avec le Premier ministre comme le deuxième poste exécutif le plus élevé sous le président. En théorie, le président Park et son Parti républicain démocrate fonctionnaient grâce à leur majorité démocratiquement élue de sièges à l'Assemblée nationale. Cependant, dans la pratique, la Troisième République était une continuation de la dictature militaire sous Park et son gouvernement était principalement composé d'anciens membres du Conseil suprême, qui exerçaient souvent des pouvoirs autocratiques importants.
En mai 1967, Park a été réélu président lors de l'élection présidentielle de 1967, battant Posun du Nouveau Parti démocratique avec 51,4 % des voix. La constitution sud-coréenne a limité le président à deux mandats de quatre ans, ce qui signifie que Park n'était pas éligible pour être réélu en 1971 à la fin de son mandat. Cependant, en 1969, l'Assemblée nationale dominée par le Parti républicain démocrate a imposé un amendement constitutionnel pour lui permettre de briguer un troisième mandat. Park s'est présenté à l'élection présidentielle de mai 1971 et a battu son adversaire du Nouveau Parti démocratique Kim Dae-jung avec 53,2 % des voix.
En décembre 1971, Park a déclaré l'état d'urgence « basé sur les dangereuses réalités de la situation internationale ». Le 4 juillet 1972, Park et le dirigeant nord-coréen Kim Il-sung ont publié la déclaration conjointe Corée du Nord-Sud du 4 juillet établissant les trois principes de l'unification coréenne que sont l'indépendance, la paix et l'unité nationale.

### Dissolution
Le 17 octobre 1972, Park a lancé un coup d'État connu sous le nom de restauration d'Octobre, dissolvant l'Assemblée nationale, suspendant la constitution et déclarant la loi martiale dans tout le pays. Les universités ont été fermées, les médias tels que la presse, la radio et la télévision ont été soumis à une censure accrue et la liberté d'expression a été considérablement restreinte. Park a commandé des travaux sur une toute nouvelle constitution, qui a été achevée le 27 octobre par le Conseil d'État d'urgence. La nouvelle constitution, connue sous le nom de Constitution de Yushin, était de conception hautement autocratique et autoritaire, manquait de dispositions concernant la limitation des mandats présidentiels et les élections ont été prolongées à tous les six ans, garantissant essentiellement la présidence à vie de Park Chung-Hee.
Le 21 novembre 1972, la Constitution de Yushin a été approuvée lors du référendum constitutionnel sud-coréen de 1972 avec 92,3 % des voix et est entrée en vigueur, dissolvant la Troisième République et établissant la Quatrième République à sa place.

## Éducation
La Troisième République a introduit plusieurs réformes dans le système éducatif sud-coréen. En 1968, les examens d'entrée aux collèges ont été abolis, plaçant tous les collèges sur un pied d'égalité. Toujours en 1968, une Charte de l'éducation nationale a été adoptée, mettant l'accent sur le nationalisme et l'anticommunisme dans l'éducation. La charte a défini quatre objectifs pour l'éducation : la revitalisation nationale, la création d'individus autonomes, la promulgation d'une nouvelle image coopérative de la nation et le soutien à l'anticommunisme.
Le gouvernement de la Troisième République a cherché à réduire l'activisme politique parmi les étudiants qui avait fait tomber la Première République et prévoyait de perturber l'activisme en augmentant la concurrence académique. Le gouvernement a autorisé les universités et les collèges à recruter jusqu'à 130 % de leurs quotas d'obtention de diplômes, de sorte que les militants étudiants seraient contraints de se faire concurrence pour obtenir leur diplôme. Cependant, l'activisme étudiant s'est poursuivi à un niveau élevé mais réduit malgré ces mesures.